# آنا وايت لوك
هذه المقالة هي عن المؤرخة البريطانية.شاهد أيضًا المتخصصة في الإصلاح الاجتماعي السويدي والمدافعة عن حق المرأة في التصويت، آنا ويتلوك.
آنا وايتلوك، هي مؤرخة وأكاديمية بريطانية متخصصة في تاريخ الملكية. وهي أستاذة تاريخ الملكية في جامعة سيتي لندن ومديرة مركز دراسة الملكية الحديثة.

## المسيرة الأكاديمية
حصلت وايتلوك على درجة الماجستير في الدراسات التاريخية من كلية التاريخ جامعة كامبريدج، وتخرجت عام 2004 بأطروحة الماجستير خاصتها "الرعاية الكنسية لهنري الثامن". ثم نالت درجة الدكتوراه في الفلسفة من كلية جسد المسيح في كامبريدج في عام 2004 بعنوان "في المعارضة وفي الحكومة: انتماءات ماري تيودور وولاءاتها من 1516 إلى 1558" تحت إشراف الدكتور ديفيد ستاركي.
وايتلوك هي أستاذة تاريخ الملكية في جامعة سيتي لندن، وكانت قد درست كذلك في رويال هولواي، جامعة لندن. فضلة عن كونها زميلا منتخبا في الجمعية التاريخية الملكية. كما وفازت بجائزة بين ويلد للسيرة الذاتية.

## أعمال مختارة
- وايتلوك، آنا (2010). ماري تودور: أول ملكة لبريطانيا. لندن: بلومزبيري. ISBN:978-1408800782. 759872962[5]
- هنت، أليس؛ وايتلوك، آنا، المحررون (2010). فترة ملكية تودور: فترة حكم ماري وإليزابيث. نيويورك: بالجريف ماكميلان. ISBN:978-0230618237.
- وايتلوك، آنا (2014). رفاق إليزابيث: تاريخ حميم لبلاط الملكة. لندن: بلومزبيري. ISBN:978-1408833643. 1004469938[6][7][8]

## روابط خارجية
- http://www.annawhitelock.co.uk/
- http://onthetudortrail.com/Blog/book-talk/author-interviews/qa-with-anna-whitelock/